# Berlin-Karow
Berlin-Karow  est un quartier du nord de Berlin, faisant partie de l'arrondissement de Pankow. L'ancien village a été intégré à Berlin lors de la réforme territoriale du Grand Berlin le 1er octobre 1920. Avant la réforme de l'administration de 2001, il faisait partie de l'ancien district de Weißensee.

## Géographie
Le quartier se trouve près des rives de la Panke, au plateau de Barnim qui s'éleve au nord-est de la vallée de la Sprée. Au nord il confine au quartier de Buch et à l'ouest il borde le quartier de Französisch Buchholz. Au sud, Karow est limitrophe de Blankenbourg et du quartier de Stadtrandsiedlung Malchow. Vers l'est, la frontière de la cité de Berlin le sépare du land de Brandebourg. 
La ligne ferroviaire de Berlin à Szczecin traverse le quartier ; elle y croise la ligne de la grande ceinture de Berlin. 

## Histoire

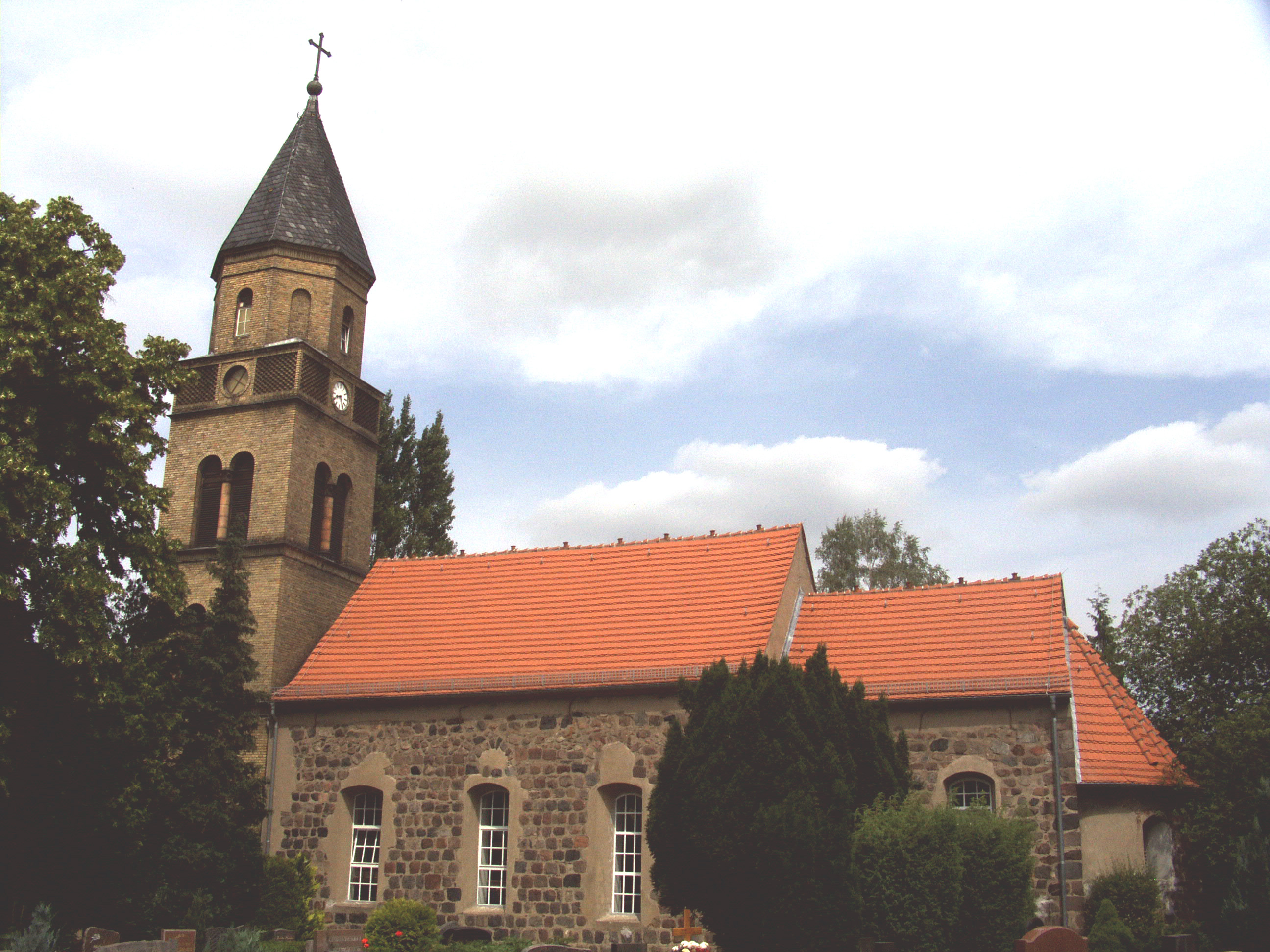
L'église du village.

Le village de Karow s'est développé vers l'an 1230 au cours de la colonisation germanique dans la marche de Brandebourg ; le nom d'un certain Fridericus de Kare est documenté dans un acte de 1244. L'église du village doit avoir été édifiée aux environs de l'an 1250. Le lieu lui-même fut mentionné en 1375 dans le registre foncier de l'empereur Charles IV, à cette date également électeur de Brandebourg. 
Lors de l'incorporation à Grand Berlin, la municipalité de Karow ne compte que 949 habitants. Dans les années 1990, le
développement d'une important zone immobilière a eu lieu au nord du quartier.

## Population
Le quartier comptait 19 231 habitants le 1er janvier 2017 selon le registre des déclarations domiciliaires, soit 2 892 hab./km2.

## Transports

### Gare de S-Bahn
: 
Berlin-Karow